# Cremastus aridus
Cremastus aridus är en stekelart som beskrevs av Dasch 1979. Cremastus aridus ingår i släktet Cremastus och familjen brokparasitsteklar. Inga underarter finns listade i Catalogue of Life.